# Franz Heinrich Ziegenhagen

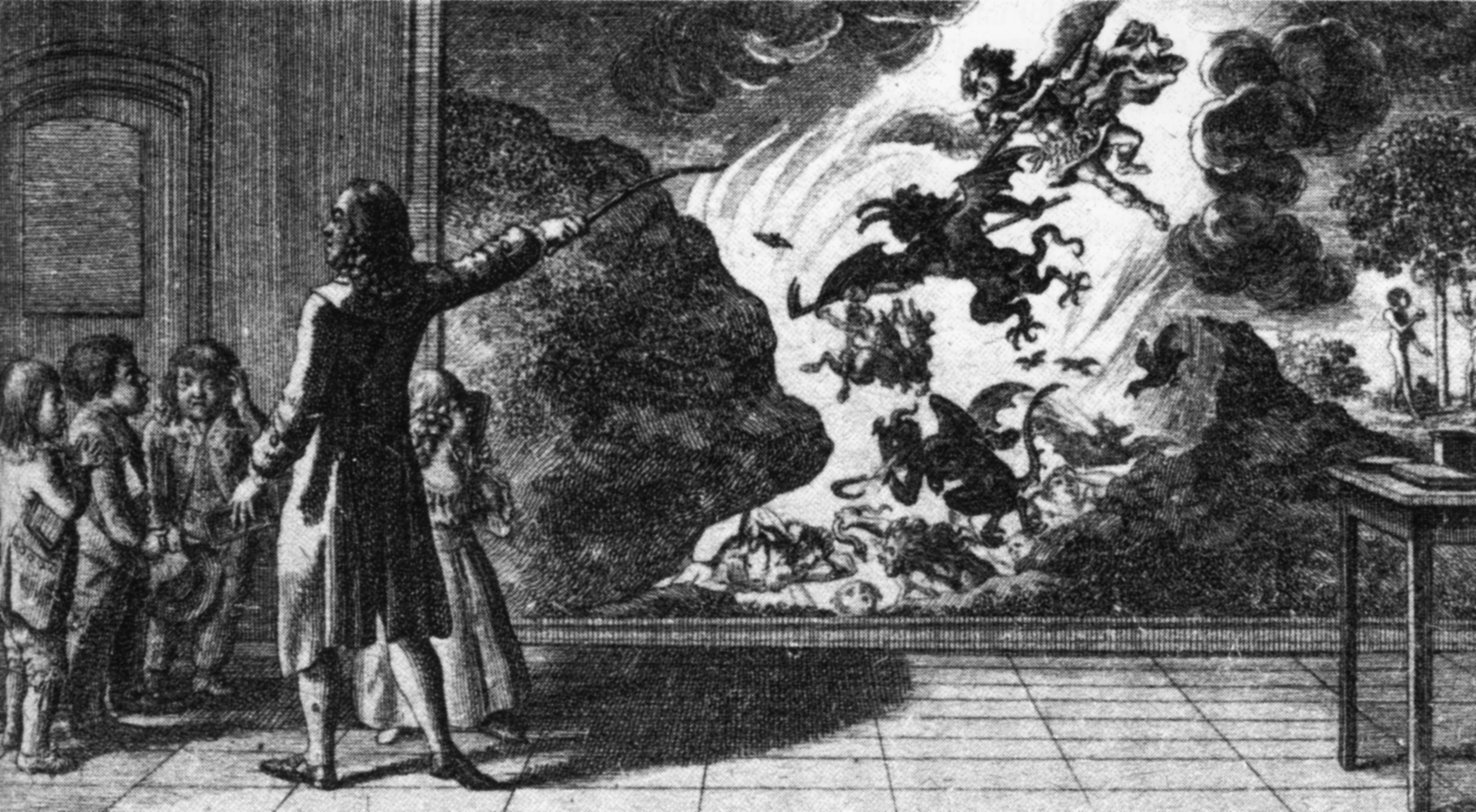
Abbildung aus Ziegenhagens Lehre (1792): Ein Lehrer versetzt seine Schüler in Angst unter Verweis auf die Teufel.

Franz Heinrich Ziegenhagen (* 8. Dezember 1753 in Straßburg; † 21. August 1806 in Rothau im Elsass) war ein deutscher Kaufmann und Sozialutopist in der Spätzeit der Aufklärung.

## Leben
Franz Heinrich Ziegenhagen wurde am 8. Dezember 1753 als Sohn des (einer pommerschen Pfarrersfamilie entstammenden) Wundarztes Daniel Gottlob Ziegenhagen und der Maria Margarete geborene Schwarz, in Straßburg geboren. Er wurde im Geist des Pietismus erzogen, unter anderem von dem zwischen 1762 und 1765 als Hofmeister (also Hauslehrer) wirkenden Johann Friedrich Oberlin und später am protestantischen Gymnasium. Nach seiner Schulausbildung durchlief er eine gründliche, ihn auf weite Reisen führende kaufmännische Lehre auf dem Gebiet des Tuchhandels, machte sich selbständig und wurde als Kaufmann rasch sehr erfolgreich.
1775 wurde Ziegenhagen – obwohl nach wie vor in Straßburg ansässig – Mitglied einer Regensburger Freimaurerloge, in der er dann 1786 auch zum Meister erhoben wurde. Er hatte sich in dieser Zeit völlig vom Protestantismus abgewandt und zum Anhänger einer aufgeklärten deistischen Weltanschauung gewandelt. Im Laufe der Jahre wurde er schließlich zum Kritiker aller institutionalisierten Religionen. Sein kaufmännischer Erfolg erfüllte ihn nicht, vielmehr versuchte er, seine Weltanschauung als Pädagoge umzusetzen. So gab der Aufklärer den Kaufmannsberuf völlig auf, um 1779 am Philanthropinum des Reformpädagogen Johann Bernhard Basedow in Dessau Lehrer zu werden. Wegen seiner unangepassten Auffassungen und seiner internen Kritik wurde er aber nach Ablauf der dreimonatigen Probezeit wieder entlassen.
Daraufhin gründete Ziegenhagen 1780 in Hamburg ein Handelshaus (Tuch- und Zuckerhandel) und war bald wirtschaftlich wieder so erfolgreich, dass er 1788 in Billwärder bei Hamburg ein großes Landgut erwarb, das er aufwändig zu einem landwirtschaftlichen Musterbetrieb nach dem Vorbild der englischen Ornamental Farm umgestaltete. Hier wollte er auch ein Lehrinstitut gründen, in dem Kinder frei und naturgemäß bei praktischer Ausbildung in der Landwirtschaft und in handwerklichen Fähigkeiten erzogen werden sollten – ein Projekt, mit dem er letztlich auf ganzer Linie scheiterte.
In dieser Zeit schrieb er sein monumentales Lehrbuch Lehre vom richtigen Verhältnisse zu den Schöpfungswerken, und die durch öffentliche Einfürung desselben allein zu bewürkende algemeine Menschenbeglükkung, das 1792 erstmals im Selbstverlag erschien und (mit nachfolgenden Ausgaben) eine Auflage von insgesamt 5000 Stück erreichte. Darin schilderte er seine utopischen Vorstellungen. Das Werk wurde von Daniel Chodowiecki illustriert. Einen dem Werk beigefügten hymnenartigen Text in freien Versen vertonte Wolfgang Amadeus Mozart im Auftrag Ziegenhagens im Juli 1791 zeitgleich mit seiner Arbeit an der Zauberflöte. In seinem eigenhändigen Werkverzeichnis hat Mozart das Werk als Eine kleine teutsche Cantate für eine Stimme am Clavier. »Die ihr des unermeßlichen Weltalls Schöpfer ehrt etc.« eingetragen. Der für eine Singstimme mit Klavierbegleitung geschriebenen Kantate, die unter KV 619 verzeichnet ist, ist die Nähe zur Zauberflöte deutlich anzumerken. Wie es zum Kompositionsauftrag kam, ist im Einzelnen nicht mit Sicherheit geklärt, jedoch dürfte es eine große Rolle gespielt haben, dass der Text neben aufklärerischen Gedanken Ziegenhagens erkennbar freimaurerisches Gedankengut enthält und sowohl Ziegenhagen wie ja auch Mozart Freimaurer waren. „Freimaurerische Musik“ im engeren Sinne ist die Kantate – anders als meist angenommen – jedoch nicht, weil sie weder für eine Loge geschrieben noch zum Gebrauch in Freimaurerlogen bestimmt war. Die Vertonung Mozarts sollte vielmehr der Verbreitung der grundstürzenden gesellschaftspolitischen Ideen Ziegenhagens dienen, die im Text der Kantate komprimierten Ausdruck gefunden haben.
Mehr als zwei Jahrhunderte später wurden Textteile des Ziegenhagenschen Hauptwerks (seiner sog. „Verhältnislehre“) in leicht revidierter Form durch den italienischen Komponisten Fabio Vacchi unter dem Titel La giusta armonia erneut vertont und am 12. August 2006 bei den Salzburger Festspielen durch die Wiener Philharmoniker unter Riccardo Muti uraufgeführt.
Für die Verbreitung seines Werks und die Umsetzung der darin beschriebenen Vorstellungen opferte Ziegenhagen sein gesamtes Vermögen; Appelle an Fürsten, Universitäten und den französischen Nationalkonvent, sich die sozialutopischen Gedanken der „Verhältnislehre“ zu eigen zu machen, blieben ohne Wirkung. Ziegenhagen vernachlässigte seine wirtschaftlichen Unternehmungen so sehr, dass er sie hochverschuldet verkaufen musste. Er kehrte ins Elsass zurück, ohne dort nochmals Fuß fassen zu können. Nachdem er sich 1806 das Scheitern seines Lebenswerks eingestehen musste, setzte Ziegenhagen verarmt und vereinsamt seinem Leben ein Ende.

## Belege
1. ↑  Digitalisat

| Personendaten    | Personendaten                        |
| ---------------- | ------------------------------------ |
| NAME             | Ziegenhagen, Franz Heinrich          |
| KURZBESCHREIBUNG | deutscher Kaufmann und Sozialutopist |
| GEBURTSDATUM     | 8. Dezember 1753                     |
| GEBURTSORT       | Straßburg                            |
| STERBEDATUM      | 21. August 1806                      |
| STERBEORT        | Rothau                               |